# Szuha
Szuha è un comune dell'Ungheria di 743 abitanti (dati 2001). È situato nella contea di Nógrád.